# Wake Up (Arcade Fire)
Wake Up è un singolo del gruppo musicale canadese Arcade Fire, pubblicato il 14 novembre 2005 come quinto estratto dal primo album in studio Funeral.

## Descrizione
Il brano è stato scritto da Regine Cassagne.